# Back Street Girls
Back Street Girls (バックストリートガールズ?, Bakku Sutorīto Gāruzu) è un manga scritto e disegnato da Jasmine Gyuh, serializzato sulla rivista Weekly Young Magazine di Kōdansha da marzo 2015 a settembre 2018. Un adattamento anime, prodotto da J.C.Staff, è stato trasmesso in Giappone dal 4 luglio al 5 settembre 2018.

## Personaggi
Airi Yamamoto (山本 アイリ?, Yamamoto Airi) / Kentarō Yamamoto (山本 健太郎?, Yamamoto Kentarō)
Doppiata/o da: Yuka Nukui e Daisuke Ono (ed. giapponese), Chiara Francese e Valerio Amoruso (ed. italiana)
Mari Tachibana (立花 マリ?, Tachibana Mari) / Ryō Tachibana (立花 リョウ?, Tachibana Ryō)
Doppiata/o da: Kaori Maeda e Satoshi Hino (ed. giapponese), Elisa Giorgio e Ruggero Andreozzi, (ed. italiana)
Chika Sugihara (杉原 チカ?, Sugihara Chika) / Kazuhiko Sugihara (杉原 和彦?, Sugihara Kazuhiko)
Doppiata/o da: Hikaru Akao e Kazuyuki Okitsu, (ed. giapponese), Giulia Bersani e Omar Maestroni (ed. italiana)

## Media

### Manga
Il manga, scritto e disegnato da Jasmine Gyuh, ha iniziato la serializzazione sulla rivista Weekly Young Magazine di Kōdansha a marzo 2015. Il primo volume tankōbon è stato pubblicato il 6 agosto 2015 mentre l'ultimo, il dodicesimo, è stato messo in vendita il 4 gennaio 2019.

#### Volumi
| Nº | Data di prima pubblicazione | Data di prima pubblicazione | Data di prima pubblicazione |
| Nº | Giapponese                  | Giapponese                  |                             |
| -- | --------------------------- | --------------------------- | --------------------------- |
| 1  | 6 agosto 2015               | ISBN 978-4-06-382649-4      |                             |
| 2  | 4 dicembre 2015             | ISBN 978-4-06-382711-8      |                             |
| 3  | 4 marzo 2016                | ISBN 978-4-06-382742-2      |                             |
| 4  | 6 luglio 2016               | ISBN 978-4-06-382808-5      |                             |
| 5  | 6 ottobre 2016              | ISBN 978-4-06-382859-7      |                             |
| 6  | 6 febbraio 2017             | ISBN 978-4-06-382903-7      |                             |
| 7  | 2 maggio 2017               | ISBN 978-4-06-382963-1      |                             |
| 8  | 6 settembre 2017            | ISBN 978-4-06-510151-3      |                             |
| 9  | 6 dicembre 2017             | ISBN 978-4-06-510541-2      |                             |
| 10 | 6 marzo 2018                | ISBN 978-4-06-511078-2      |                             |
| 11 | 6 giugno 2018               | ISBN 978-4-06-511761-3      |                             |
| 12 | 4 gennaio 2019              | ISBN 978-4-06-514159-5      |                             |

### Anime
Annunciato il 4 dicembre 2017 su Weekly Young Magazine, un adattamento anime, prodotto da J.C.Staff e diretto da Chiaki Kon, è stato trasmesso dal 4 luglio al 5 settembre 2018. La composizione della serie è stata affidata a Susumu Yamakawa, mentre la colonna sonora è stata composta da Gesshoku Kaigi. La sigle di apertura sarà Gokudolls Music (ゴクドルミュージック?, Gokudoru Myūjikku) delle Gokudolls Nijigumi. In Italia la serie è stata pubblicata su Netflix in versione doppiata.

#### Episodi
| Nº | Titolo italiano | In onda          | In onda |
| Nº | Titolo italiano | Giapponese       |         |
| 1  | Episodio 1      | 4 luglio 2018    |         |
| 2  | Episodio 2      | 11 luglio 2018   |         |
| 3  | Episodio 3      | 18 luglio 2018   |         |
| 4  | Episodio 4      | 25 luglio 2018   |         |
| 5  | Episodio 5      | 1º agosto 2018   |         |
| 6  | Episodio 6      | 8 agosto 2018    |         |
| 7  | Episodio 7      | 15 agosto 2018   |         |
| 8  | Episodio 8      | 22 agosto 2018   |         |
| 9  | Episodio 9      | 29 agosto 2018   |         |
| 10 | Episodio 10     | 5 settembre 2018 |         |